# Ávine Vinny
Ávneh Vinny Diniz da Silva Aragão (Sobral, Ceará, 14 de julio de 1989), conocido como Ávine Vinny, es un cantante y compositor brasileño. Él inició su carrera en 2009, al crear junto a sus amigos la banda Xé Pop. En 2016, inició su carrera solista. Su último álbum, Avine Naturalmente, fue grabado en octubre de 2018, en el Puerto de Gallinas.

## Biografía
Vinny nació el 14 de julio de 1989 en Sobral, Ceará. El mismo es hijo de Maria do Socorro Silva. Su nombre de bautismo, Ávneh, tiene origen judío y fue dado por su madre. Él comenzó a cantar a los 12 años de edad en la iglesia, en el que permaneció por seis años. En su mayoría, comenzó a cantar en bares locales.
A los 20 años de edad, Vinny, junto a sus amigos, formaron la banda Xé Pop. Al año siguiente, lanzaron "Namorar Escondido", en el que fue regrabada por Wesley Safadão, Babado Novo, entre otros artistas. En seis años en el grupo, fueron lazadas las canciones "Primeiro Olhar", "Você Aparece", "Segura Coração", "Melhor Que Eu", "Meu Abrigo" y "Vai Novinha". Después de gran repercusión, se mudó a Fortaleza.
En 2015, lanzó una trilogía de videoclips. "Você Aparece", "Eu e Você" y "Se Você Quer Saber" fueron grabados en puntos turísticos de Río de Janeiro, como el Cristo Redentor, Copacabana y escalera de Selarón. En 2016, el cantante dejó la banda. En una entrevista al portal G1, afirmó que el grupo creó una “característica propia”, que su nombre “está muy fuerte y vamos a aprovechar para explotarlo mejor y desmitificar”.
Por A3 Entretenimento, lanzó el álbum O Cara Do Momento, en julio de 2016. "Tô Limpando Você da Minha Vida", en sociedad con Solange Almeida, en la época integrante de los Aviões do Forró, se convirtió en la cuarta canción más ejecutado en las radios nordestinas. En febrero de 2017, lanzó el álbum Na Contramão, que contiene la presencia de Xandy Avião, Márcio Victor y Léo Santana. El mismo tiene nueve canciones.
En el mismo año lanzó Acústico y Férias com Avine, en mayo y agosto respectivamente; El primero cuenta con nueve canciones, mientras que el siguiente siete. El videoclip de "Acabou, morreu" alcanzó más de un millón de visualizaciones en YouTube. En agosto de 2018 lanzó el álbum A Queda Foi na Sua Cama, que contiene cuatro canciones. En septiembre, en sociedad con la cantante de funk Ludmilla, lanzó el sencillo "Tô Fechado com Ela".  En octubre de 2018, grabó el álbum Avine Naturalmente en Porto de Galinhas, Pernambuco.
El sencillo "Maturidade", en sociedad con el doble Matheus & Kauan, alcanzó la 66.ª posición de la lista top 100 de Spotify Brasil, además de ocupar la trigésima posición de la lista de éxitos viroes, superando a las cantantes Madonna y Selena Gomez. En su canal en YouTube, el clip, lanzado en noviembre, sobrepasa los 12 millones de visualizaciones.
Es evangélico y declaró que siempre ora antes de entrar en el escenario. Él es padre de Isla Aragão, junto con una enfermera, Laís Holanda. El mismo posee varios tatuajes: Un cable de micrófono en el brazo derecho, que se une al otro tatuaje, batimientos cardíacos, en el tórax; la frase "mi música, mi voz viene del cielo" y un micrófono en el brazo izquierdo; la frase "transformando el tedio en melodía" en el lado izquierdo del tórax; y un micrófono, una guitarra, un saxofón y una batería en la pantorrilla derecha.

## Controversia
En 2017, Sony Music sacó de YouTube el videoclip de la canción "Whisky, Cigarro e Violão". El motivo alegado por la discográfica fue la concesión de derechos de autor a otro cantante, Israel Novaes. El compositor afirmó que la canción fue concedida para ambos, pero en géneros musicales distintos; Vinny la grabó como forró y Novas como sertanejo. Armando Carneiro, empresario de Vinny, afirmó que el compositor dio “un año de exclusividad bajo la música. En el propio documento dice que podemos cambiar el ritmo del fonograma. Nada nos impide grabar al ritmo que sea. Esta exclusividad de género no existe”. El cantante Novaes, después de ser criticado en sus redes sociales, dijo que “es muy triste estar bien, actuando derecho y personas mal intencionadas y desinformadas criticar”.

## Discografía
| Año  | Canción                            | Álbum                   |
| ---- | ---------------------------------- | ----------------------- |
| 2015 | "Você Aparece"                     |                         |
| 2015 | "Eu e Você"                        |                         |
| 2015 | "Se Você Quer Saber"               |                         |
| 2016 | "O Cara do Momento"                | O Cara Do Momento       |
| 2016 | "Que Pena Que Acabou"              | O Cara Do Momento       |
| 2016 | "Quem Quer Fazer Amor"             | O Cara Do Momento       |
| 2016 | "Solteiro de Novo"                 | O Cara Do Momento       |
| 2016 | "Tô Limpando Você da Minha Vida"   | O Cara Do Momento       |
| 2016 | "Vida de Playboy"                  | O Cara Do Momento       |
| 2017 | "Então Vai"                        | Na Contramão            |
| 2017 | "Nasci Pra Ser Puteiro"            | Na Contramão            |
| 2017 | "Acabou, morreu"                   | Na Contramão            |
| 2017 | "Whisky Cigarro E Violão"          | Na Contramão            |
| 2017 | "Fala Pro Papai"                   | Na Contramão            |
| 2017 | "Isso Vai Até Quando?"             | Na Contramão            |
| 2017 | "Beco Sem Saída"                   | Na Contramão            |
| 2017 | "Sem Frescurinha"                  | Na Contramão            |
| 2017 | "Tapa na Cara Não Dói"             | Férias Com Avine        |
| 2017 | "Eu Só Quero é Você"               | Férias Com Avine        |
| 2018 | "A Gente Tinha Tudo pra Dar Certo" | A Queda Foi na Sua Cama |
| 2018 | "A Queda Foi na Sua Cama"          | A Queda Foi na Sua Cama |
| 2018 | "Amor de Fachada"                  | A Queda Foi na Sua Cama |
| 2018 | "Onde a Bebida Mora"               | A Queda Foi na Sua Cama |
| 2018 | "Tô Fechado Com Ela"               |                         |
| 2018 | "Eu Não Presto"                    |                         |
| 2018 | "Maturidade"                       | Avine Naturalmente      |
| 2019 | "Agarrado ao Travesseiro"          | Avine Naturalmente      |
| 2019 | "Boa Sorte"                        | Avine Naturalmente      |
| 2019 | "Bomba Relógio"                    | Avine Naturalmente      |
| 2019 | "Chamada De Amor"                  | Avine Naturalmente      |
| 2019 | "Bloqueia, Desbloqueia"            | Avine Naturalmente      |
| 2019 | "Me Precipitei"                    | Avine Naturalmente      |
| 2019 | "Só Deu Você"                      | Avine Naturalmente      |
| 2019 | "Kit Depressão"                    | Avine Naturalmente      |
| 2019 | "Amor Fuleragem"                   | Avine Naturalmente      |
| 2019 | "Chora Bebê"                       | Avine Naturalmente      |
| 2019 | "Volta Vai"                        | Avine Naturalmente      |